# Catherine Ivanovna de Russie
Pour les articles homonymes, voir Catherine de Russie.
Yekaterina (francisé en Catherine) Ivanovna de Russie (russe : Княжна Екатери́на Иоа́нновна; 12 juillet 1915 - 13 mars 2007), princesse de Russie, est l'arrière-arrière-petite-fille du tsar Nicolas Ier de Russie, la nièce du roi Alexandre Ier de Yougoslavie ainsi que la cousine au second degré du prince Philip, duc d'Édimbourg. Elle est le dernier membre de la famille impériale russe à naître avant la chute de la dynastie.

## Naissance et famille
Née au palais de Pavlovsk, elle est le deuxième enfant du prince Ioann Konstantinovitch de Russie et de la princesse Hélène de Serbie. Après la Révolution, son père est arrêté et expulsé de la capitale et sa mère le suit en exil. Catherine et son frère, Vsevolod, restent sous la garde de leur grand-mère, Élisabeth de Saxe-Altenbourg. Le 18 juillet 1918, leur père est tué et leur mère est arrêtée. Celle-ci passe plusieurs mois dans les prisons soviétiques. La grande-duchesse Élisabeth réussit à emmener Catherine et son frère en Suède ; quelque temps plus tard, leur mère les y rejoint.
La famille vit d'abord en Serbie avant de déménager en Angleterre. Catherine y reçoit une excellente éducation, même si elle n'a jamais appris la langue russe car sa mère, bouleversée par la mort de son mari, refuse que ses enfants parlent cette langue devant elle.

## Mariage
La princesse Catherine Ivanovna épouse le diplomate et marquis italien Ruggero Farace di Villaforesta (4 août 1909 - 14 septembre 1970), à Rome le 15 septembre 1937 et renonce à cette occasion à ses droits au trône russe.
Ils ont trois enfants, :
- Nicoletta Farace (Rome, 23 juillet 1938), mariée le 25 mars 1966 avec Alberto Grundland. Ils ont deux enfants :
  - Eduardo Alberto Grundland (15 janvier 1967), marié le 15 novembre 1999 avec Maria Ester Pita Blanco, ils ont un fils,
  - Alexandra Gabriella Grundland (17 septembre 1971), mariée le 24 mars 2001 avec Roberto Castro Padula, ils ont un fils.
- Fiammetta Farace (Budapest, 19 février 1940), mariée le 16 septembre 1969 avec Victor Carlos Arcelus (divorcé en 1980) puis en 1981 avec Nelson Zanelli. Elle a trois enfants :
  - Victor John Arcelus (24 novembre 1973),
  - Sebastian Arcelus (5 novembre 1976), se marie le 16 octobre 2007 avec Stephanie Janette Block, ils ont une fille,
  - Alessandro Zanelli (31 juillet 1984).
- Giovanni Farace, marquis di Villaforesta (Rome, 20 octobre 1943), marié le 14 février 1968 avec Marie-Claude Tillier-Debesse (Paris, 1944), ils ont deux fils :
  - Alessandro Farace (29 août 1971),
  - Yann Farace (4 octobre 1974), marié le 4 septembre 2009 avec Anne-Sophie Laignel née le 17/09/1979 (fondatrice de Ipaidthat et board member de France Fintech) ils ont un fils, Tancredi Farace di Villaforesta ( ne le 20/11/2010)

## Dernières années
En 1945, après la fin de la Seconde Guerre mondiale, la princesse Catherine se sépare de son mari, bien qu'ils n'aient jamais divorcé légalement, et déménage avec ses enfants à Montevideo, capitale de l'Uruguay.
Elle y meurt le 13 mars 2007.

## Honneurs
- Dame Grand Cordon de l'Ordre de Sainte-Catherine[4]